# 나카무라 고
나카무라 고(일본어: 中村 豪, 1986년 11월 29일 ~ )는 일본의 전 축구 선수이다.

## 구단 경력
과거 주빌로 이와타, 에히메 FC에서 활동하였다.